# Triangle Strip

Triangle Strip aus 4 Dreiecken

Ein Triangle Strip (Dreiecksstreifen, Dreiecksband) besteht aus miteinander verbundenen Dreiecken. Er wird durch eine Folge von Eckpunkten für die Dreiecke definiert, wobei jede Gruppe von drei aufeinander folgenden Eckpunkten ein Dreieck beschreibt.
Triangle Strips kommen in der Computergrafik bei der effizienten Darstellung dreidimensionaler Objekte zum Einsatz. Sie werden in Programmierschnittstellen wie OpenGL und DirectX direkt unterstützt.